# Métabo

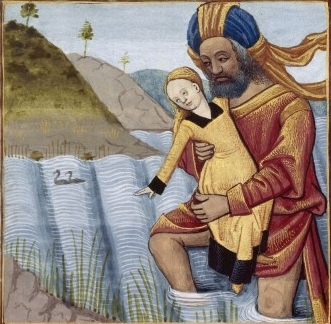
Métabo e Camila, Biblioteca Nacional da França

Na mitologia romana, Métabo (Metabus em latim) foi rei dos volscos, povo que vivia na região central da Península Itálica, e pai de Camila, virgem caçadora que participou da guerra dos rútulos contra os troianos de Eneias que pretendiam estabelecer-se na Itália.
Segundo a Eneida de Virgílio, Métabo foi expulso da sua cidade, Priverno, porque a população não aguentava mais sua violência e soberba. Levou consigo sua filha recém-nascida, a quem deu o nome de Camila, mudando em parte o nome de sua mãe Casmila.
Durante a fuga, perseguido por bandos de concidadãos, chegou às margens do rio Amaseno, que, devido às chuvas abundantes, estava tão cheio que não podia ser atravessado. Métabo envolveu a criança com cascas de árvore, amarrou-a em sua lança e a arremessou para o outro lado do rio. Alcançado por seus adversários, atirou-se na água e, em segurança, retirou a filha e a lança de um tufo de ervas. Conta a lenda que Camila chegou sã e salva à outra margem do rio porque o pai a consagrou à deusa Diana.
Como nenhuma casa nem cidade quisesse acolhê-lo, passou a viver como os pastores na solidão das montanhas. Numa caverna protegida por espinhos, alimentou a filha com leite de uma égua que pastava entre os rebanhos. Assim que a criança começou a dar os primeiros passos, armou-lhe as mãos com um dardo pontudo e pendurou no seu ombro um arco e uma aljava de flechas, e lhe ensinou a usá-los.
Também Higino, em sua coletânea de mitos, mencionou Métabo e a filha Camila. Élio Donato, gramático do séc. IV, notou que o personagem de Virgílio tinha o mesmo nome do rei Métabo ou Metaponto, epônimo da cidade de Métabo ou Metaponto, no sul da Itália. O personagem de Virgílio, entretanto, pertencia ao tempo de Eneias, enquanto o outro viveu muitas gerações antes.
Antíoco de Siracusa (séc. V a.C.) contou que, durante o reinado de Morgete, filho de Ítalo, rei dos enótrios, veio à sua cidade um exilado de Roma que se chamava Sículo e o sucedeu no trono. Estrabão, mais tarde, escreveu que Morgete tinha uma filha de nome Siris que se casou com Métabo, epônimo de Metaponto. Métabo, em seguida, repudiou Siris, casou-se com Arne e adotou seu filho Beoto. Este o sucedeu no trono, mas, como matou Siris, teve de fugir para uma região da Grécia que, adotando o seu nome, chamou-se Beócia.